# Henry Shirley
Henry Shirley (mort à Londres le 31 octobre 1627) était un dramaturge anglais de la période élisabéthaine.

## Biographie
Il était le fils cadet de Sir Thomas Shirley junior du village de Wiston dans le Sussex, et de sa première femme, Frances Vavasour.
On ne connaît rien de la vie de Henry Shirley, si ce n'est sa mort violente. Le vendredi 31 octobre 1627, il se présente Chancery Lane, au domicile londonien de Sir Edward Bishop, alors membre du Parlement, pour toucher les 40 £ que celui-ci lui doit au titre d'une rente annuelle agricole. Alors que Shirley ne porte aucune arme, Bishop, probablement ivre, se rue sur lui une épée à la main, le transperce, et le tue sur le coup. Bishop s'enfuit, se cache un certain temps, et est condamné à avoir la main brûlée. Finalement, il est pardonné le 21 octobre 1628.
Shirley est déclaré « sine sobole occisus est » (tué sans descendance).

## Œuvres
Shirley a laissé plusieurs pièces, mais comme la presque totalité de celles-ci n'a pas été imprimée, nous n'en connaissons plus que le titre grâce à leur inscription dans le Registre des Libraires le 9 septembre 1653 :
- The Spanish Duke of Lerma
- The Duke of Guise
- The Dumb Bawd
- Giraldo, the Constant Lover

La seule pièce qui nous soit parvenue est The Martyr'd Souldier, imprimée en 1638, « telle qu'elle a été jouée de nombreuses fois au théâtre de Drury Lane et dans d'autres théâtres publics ». Selon Sidney Lee, cette pièce est loin d'être attrayante, l'ouvrage dans son ensemble trahissant un manque de métier de son auteur.
Il nous reste de lui aussi quelques vers, notamment dans une épigramme figurant dans une œuvre de John Davies of Hereford (en), Scourge of Folly.